# Edvard Faustman
Johan Edvard Faustman, född 28 januari 1852 i Dauphiné i Frankrike, död 19 augusti 1927 i Vrena i Nyköpings kommun, var en svensk ingenjör.
Edvard Faustman föddes som illegitim son till Wendela Hebbe och Lars Johan Hierta. Dessa levade under äktenskapsliknande förhållande under många år, samtidigt som Hierta också var gift. Han erkändes inte av föräldrarna, men dessa bidrog ekonomiskt till hans uppfostran och hade kontakt med honom. Han uppfostrades under sina levnadsår hos läkarparet Faustman utanför Berlin i Tyskland och var senare under olika perioder inackorderad hos Carl Jonas Love Almqvists hustru Maria i Stockholm, hos Wendela Hebbe, hos Lars Johan Hierta, och vid tolv års ålder hos en familj i Danmark, där han avlade studentexamen i Köpenhamn 1868. Först i vuxen ålder fick han vetskap om sin härkomst.
Han utbildade sig vid Teknologiska institutet i Stockholm och tog examen där 1872, samt studerade också vid Bergsskolan i Falun med examen 1875. Han var därefter anställd vid ett valsverk i Storbritannien till 1878 och var en av grundarna till Karlsviks gjuterier på Kungsholmen i Stockholm tillsammans med Petter Östberg. Där var han med om att införa den av Gustaf Wittenström utvecklade mitisprocessen för gjutning av smidbart gjutgods.
Han gifte sig med Alma Karsten (1859–1953), dotter till en fabrikör i bageribranschen, och fick tre döttrar födda 1881-84, däribland Mollie Faustman (1883–1966) och Ester Faustman (1884–1935), gift med konstnären Rolf Trolle. Familjen flyttade till London 1888, men makarna skildes 1891 och fru och barn återvände till Sverige sedan Edvard Faustman hade spekulerat bort familjens pengar. Han betraktades därefter av släkten som en slarver och förmåddes resa utomlands, bland annat till Kamerun, där han ägnade sig år storviltjakt,  och till norra Ryssland. Han återvände till Sverige i början av 1900-talet och levde därefter under nio år inhyst som en slags pensionatsgäst på Tärnö fideikommiss i Husby-Oppunda socken nordväst om Nyköping, och därefter på annat ställe i trakten, med underhåll från släkten.
Han skrev från 1912, och livet ut, dagböcker, vilka under senare år har börjat publiceras av föreningen Wendelas vänner och Södertälje kommun.